# Кулумбегов, Доменти Сардионович
Доме́нти Сардио́нович Кулумбе́гов (осет. Хъуылымбегты Сардионы фырт Доменти; род. 4 января 1955, село Тхинала, Горийский район, Грузинская ССР) — бывший Председатель Правительства Южной Осетии. Советник государственной гражданской службы РФ 1 класса. Государственный советник РСО-Алания 3 класса.

## Биография
В 1978 году окончил Юго-Осетинский государственный педагогический институт, в 2009 году — Современную гуманитарную академию по специальности история и иностранный язык, юриспруденция.
В 2000 году прошёл профессиональную переподготовку в Северо-Кавказской академии государственной службы в городе Ростов-на-Дону.

## Награды
- Медаль «За трудовую доблесть»[2]
- Медаль «За укрепление международного сотрудничества» (ПМР) (сентябрь 2015)[3]